# Cecil Roberts
Edric Cecil Mornington Roberts (Nottingham, 18 de maio de 1892 – Roma, 20 de dezembro de 1976) foi um jornalista, poeta, dramaturgo e romancista inglês.

## Carreira
Roberts publicou seu primeiro volume de poemas, com prefácio de John Masefield, em 1913. Ele publicou seu primeiro romance, Scissors, em 1923. Na década de 1930, Roberts era um autor best-seller estabelecido. Sua obra foi traduzida para 12 idiomas.
Ele trabalhou como jornalista no Liverpool Post durante a Primeira Guerra Mundial, inicialmente como editor literário e depois como correspondente de guerra. Por cinco anos, a partir de 1920, ele editou o jornal Nottingham Journal. Em 1922, ele se candidatou ao parlamento pelo Partido Liberal do Reino Unido. Na década de 1930, ele revisou livros para The Sphere.
Durante a Segunda Guerra Mundial, Roberts trabalhou para Lorde Halifax, Embaixador do Reino Unido nos Estados Unidos.
Apesar da sua prolífica produção e da popularidade dos seus escritos em vida, estes foram quase totalmente esquecidos. Os seus romances foram criticados pelos seus enredos superficiais e personagens caricatos, complementados com literatura de viagem.

## Vida pessoal
Ao atingir a maioridade, Roberts elaborou uma lista de objetivos para os seus próximos 15 anos, que incluíam uma carreira sólida como romancista, membro do parlamento, propriedade de uma casa de campo e de um pied-à-terre em Londres, e casamento com dois filhos e uma filha.  Alguns foram alcançados, mas não o último. Em privado, ele afirmava orgulhosamente ter sido amante dos atores Laurence Olivier e Ivor Novello, do barão Gottfried von Cramm, do escritor Somerset Maugham e de Jorge, duque de Kent. No entanto, a sua autobiografia é discreta: "Não quero nenhum succès de scandale", disse ele, acrescentando que estava "enjoado com a escola de striptease dos escritores".
De acordo com um obituário, sua principal característica pessoal era o "egocentrismo magnético"; "tão fascinado por si mesmo e por suas ações que tinha um sucesso incrível em transmitir esse fascínio aos outros, mesmo contra a vontade deles. A vida de Roberts muitas vezes se assemelhava a uma grande viagem do século XX, repleta de lugares ao sol, grandes senhores e anfitriãs encantadoras, com ele como um peregrino literário meticuloso".
Roberts estabeleceu-se na Itália no início da década de 1950, morando em Alassio e depois por muitos anos no Grand Hotel, em Roma. Ele foi agraciado com a Medalha de Ouro Italiana em 1966.  Ele doou seus documentos ao Churchill College, em Cambridge, em 1975. Ele morreu em Roma em 1976.

## Obras
- Phyllistrata (1913)
- Through the Eyes of Youth (1914)
- The Youth of Beauty (1915)
- Collected War Poems (1916)
- The Chelsea Cherub (1917) romance
- Twenty-Six (1917)
- Charing Cross (1918)
- Training the Airmen (1919)
- Poems (1920)
- A Tale of Young Lovers (1922) drama poético
- Scissors (1923) romance
- Sails of Sunset (1924) romance
- The Love Rack (1925) romance
- Little Mrs. Manington (1926) romance
- The Diary of Russell Beresford (1927) editor
- Sagusto (1927) romance
- David and Diana (1928) romance
- Goose Fair (1928)
- Indiana Jane (1929) romance
- Pamela's Spring Song (1929) romance
- Goose Fair (1929)
- Havana Bound (1930) romance
- Spears Against Us (1930) romance
- Bargain Basement (1931) romance
- Half Way: an autobiography (1931)
- Alfred Fripp (1932) biografia
- Pilgrim Cottage (1933) trilogia
- The Pilgrim Cottage Omnibus
- Gone Rustic (1934)
- The Guests Arrive (1934)
- Volcano (1935)
- Gone Rambling (1935)
- Roberts, Cecil (1935). Finale. Self-portrait of Nadja Malacrida. London: Hutchinson & Co. OCLC 561516208
- Gone Afield (1936)
- Gone Sunwards (1936)
- Victoria, Four-Thirty (1937) romance
- They Wanted to Live (1939) romance
- And So to Bath (1940)
- A Man Arose (1941) poema sobre Winston Churchill
- Letters from Jim (1941) editor
- One Small Candle (1942)
- So Immortal a Flower (1944)
- The Labyrinth (1944)
- And So to America (1946)
- Eight for Eternity (1947)
- And So to Rome (1950)
- A Terrace in the Sun (1951)
- One Year of Life (1952) memórias
- The Remarkable Young Man (1954)
- Portal to Paradise: an Italian excursion (1955)
- Love Is Like That (1957)
- Selected Poems (1960)
- Wide Is the Horizon (1962)
- Grand Cruise (1963)
- A Flight of Birds (1966)
- The Growing Boy (1967) autobiografia
- The Years of Promise autobiografia
- The Bright Twenties (1970) autobiografia
- Sunshine and Shadow (1972) autobiografia
- Pleasant Years (1974) autobiografia
- Wings poema